# Tanoh Manyang
Tanoh Manyang is een bestuurslaag in het regentschap Aceh Jaya van de provincie Atjeh, Indonesië. Tanoh Manyang telt 1432 inwoners (volkstelling 2010).